# 19. prosinca
19. prosinca (19. 12.) 353. je dan godine po gregorijanskom kalendaru (354. u prijestupnoj godini).
Do kraja godine ima još 12 dana.

## Događaji
- 1972. – Apollo 17 se s posadom (Cernan, Evans i Schmitt) vratio na Zemlju, spustivši se u Tihi Ocean. To je bila i posljednja posada dosad na Mjesecu i time je završio Program Apollo.
- 1974. – U prodaji se pojavio Altair 8800, jedno od prvih osobnih računala.
- 1991. – Island priznao Hrvatsku.
- 1991. – Njemačka,[1] Švedska i Italija najavile međunarodno priznanje Hrvatske.

| - 1852. – Albert Abraham Michelson, američki fizičar i nobelovac († 1931.) - 1861. – Italo Svevo, talijanski pisac († 1928.) - 1863. – Milka Trnina, hrvatska operna pjevačica († 1941.) - 1870. – Dragutin Boranić, hrvatski jezikoslovac († 1955.) - 1883. – Guido Gozzano, talijanski pjesnik († 1916.) - 1883. – Abel Bonnard, francuski književnik († 1968.) - 1906. – Leonid Brežnjev, sovjetski političar († 1982.) - 1907. – Bartol Zmajić, hrvatski arhivist i stručnjak s područja pomoćnih povijesnih znanosti († 1984.) - 1912. – Veljko Kovačević, narodni heroj Jugoslavije - 1915. – Edith Piaf, francuska pjevačica († 1963.) - 1925. – Božidar Finka, hrvatski jezikoslovac († 1999.) - 1931. – Dušan Prašelj, hrvatski dirigent, skladatelj i zborovođa - 1933. – Ivo Serdar, hrvatski glumac († 1985.) - 1939. – Stjepan Kljujić, hrvatski političar iz BiH - 1940. – Zvonko Bego, hrvatski nogometaš - 1941. – Maurice White, američki pjevač i tekstopisac († 2016.) - 1942. – Milan Milutinović, srpski političar († 2023.) - 1951. – Nada Abrus, hrvatska glumica - 1956. – Jens Fink-Jensen, danski umjetnik - 1964. – Arvydas Sabonis, litavski košarkaš - 1966. – Alberto Tomba, talijanski alpski skijaš - 1974. – Jasmila Žbanić, bosanskohercegovačka redateljica - 1982. – Tero Pitkämäki, finski atletičar - 1992. – Katarina Ježić, hrvatska rukometašica | - 401. – papa Anastazije I. - 1843. – Vlaho Stulli, hrvatski pjesnik i komediograf (* 1768.) - 1848. – Emily Brontë, književnica (* 1818.) - 1910. – Filip Frano Nakić, hrvatski svećenik i splitski biskup (* 1837.) - 1953. – Robert Andrews Millikan, američki fizičar (* 1868.) - 1957. – Julije Benešić, hrvatski književnik, prevoditelj i jezikoslovac (* 1883.) - 1975. – Josip Salač, zagrebački biskup (* 1908.) - 1976. – Ignacije Bulimbašić, hrvatski zrakoplovac (* 1886.) - 1986. – Zdenka Sertić, hrvatska slikarica (* 1899.) - 1996. – Marcello Mastroianni, talijanski filmski i kazališni glumac (* 1923.) - 2004. – Vojin Jelić, hrvatsko-srpski književnik i publicist (* 1921.) - 2006. – Lelja Dobronić, hrvatska povjesničarka (* 1920.) - 2020. – Mile Bogović, prvi gospićko-senjski biskup (* 1939.) |